# Jan C. Schlegel
Jan C. Schlegel (* 1965 in Triberg im Schwarzwald) ist ein deutscher Fotograf.

## Leben und Wirken
Jan C. Schlegel absolvierte nach seiner Ausbildung ein Seminar an der Staatslehranstalt für Photographie in München bei Walter Schels. Einer seiner Mentoren war der Fotograf Toni Schneiders, dessen Assistent er zweieinhalb Jahre war.
Seit 1998 reist Schlegel regelmäßig. Er porträtiert auf seinen Reisen traditionell in Stämmen lebende Menschen, hält ihre Lebensgewohnheiten in Fotografien dokumentarisch fest. Schlegels Schwarz-Weiß-Fotografien werden mit einer Großformat-Kamera auf analogem Filmmaterial aufgenommen. Er verzichtet auf digitale Nachbearbeitung und entwickelt seine Bilder selbst. Für seine klassischen SW-Aufnahmen tont Schlegel händisch mit einer eigenen Mixtur. Viele seiner neueren Serien werden als Platin-Abzüge realisiert, ein historischer chemisch-fotografischer Prozess, der die feinste tonale Wiedergabe von Graustufen ermöglicht. Dabei wird die fotografische Emulsion mit einem Pinsel auf ein spezielles Baumwollpapier aufgetragen.
Seine Fotoserie „Essenz“ wurde auf internationalen Kunstmessen und Ausstellungen gezeigt und ist als Buch publiziert worden. Als Porträtfotograf arbeitet Schlegel nicht mit einzelnen Bildern, sondern versucht, Charakter und Persönlichkeit des Porträtierten durch Fotoserien zu erfassen.

## Serien
- Essence – selektiv getonte SW-Abzüge[2]
- The Tribes of our Generation – selektiv getonte SW-Abzüge[3]
- Of Monster and Dragon – Traditionelle Salz-Drucke[2]
- Creatures of the seven seas – Platin-Abzüge[4]
- Of fear and death – Platin-Abzüge
- Muses - Hommage to Auguste Rodin – Platin-Abzüge[2]
- Interruption – Platin-Abzüge

## Ausstellungen (Auswahl)
- 2007, 2011: Paris Photo, Louvre, Paris
- 2012, 2013, 2014, 2015, 2016:  Paris Photo, Grand Palais, Paris
- 2009: Hasselblad Masters, On Tour Exhibition, New York
- 2011: AIPAD, 5th Ave, New York
- 2012: Faces, Olympics Arts Event, Westminster Abbey, London
- 2012: Masterpiece, London
- 2013: People & Nature, Festival Photo La Gacilly, La Gacilly, Frankreich
- 2018: Of Monster & Dragon, Photo Festival La Gacilly, La Gacilly
- 2019: Creatures Of The Seven Seas, Of Monsters And Dragon, Photo Festival La Gacilly Baden/Österreich

## Veröffentlichungen
- Jan C. Schlegel (Fotograf), Rubén G. Mendoza (Text): Essence. Seltman, Berlin, 2016, ISBN 978-3-946688-03-7